# Factor de coagulación VII
El Factor de coagulación VII (anteriormente conocido como proconvertina y habitualmente llamado Factor VII) es una proteína plasmática estable ante el calor y el almacenamiento,  activada por la tromboplastina tisular para formar factor VIIa en la vía extrínseca de la coagulación sanguínea. La forma activada cataliza entonces la activación del factor X a factor Xa.